# Pokorného (Praha)
Pokorného je ulice v lokalitě Za Horou v katastrálním území Hloubětín na Praze 9, která spojuje Českobrodskou a křižovatku ulic Za Mosty, Čelákovická a Celniční. Protíná ji ulice Kdoulová, Jahodnická a Aloisovská. Má přibližný severojižní průběh.
Vznikla v roce 1920 v souvislosti s výstavbou nouzové kolonie Za Horou, avšak pojmenována byla až v roce 1952. Nazvána je na počest dělníka Josefa Pokorného (1905–1941), člena Komunistické strany Československa, který byl popraven v koncentračním táboře 1. října 1941 krátce po jmenování Reinharda Heydricha do úřadu zastupujícího říšského protektora .
Zástavbu tvoří přízemní a jednopatrové rodinné domy se zahradami. Ulice je v celé délce od ulice Českobrodská jednosměrná.

## Budovy a instituce
- Dětské hřiště Pokorného, na východní straně mezi ulicemi Kdoulová a Jahodnická